# Faldistorium
Een faldistorium is een verplaatsbare X-vormige (vouw)stoel met armleggers en zonder rugleuning, gebruikt door de bisschop als vervanging van de bisschopszetel.
Bij sommige vieringen wordt vanwege de zichtbaarheid deze eenvoudige zetel voor het
altaar geplaatst. De stoel is bekleed in de liturgische kleur van de dag en wordt gebruikt door de bisschop tijdens liturgische plechtigheden bij aanwezigheid van hogere prelaten, die dan gebruikmaken van de bisschoppelijke troon. Het faldistorium wordt ook door de bisschop gebruikt bij bepaalde liturgische plechtigheden als de requiemmis en Goede Vrijdag, wanneer hij de bisschopszetel niet gebruikt.

## Etymologie
Faldistorium is een gelatiniseerde vorm van Oudhoogduits faldstuol, hetzelfde als vouwstoel.
Het woord fauteuil is daar ook van afgeleid.

## Afbeeldingen

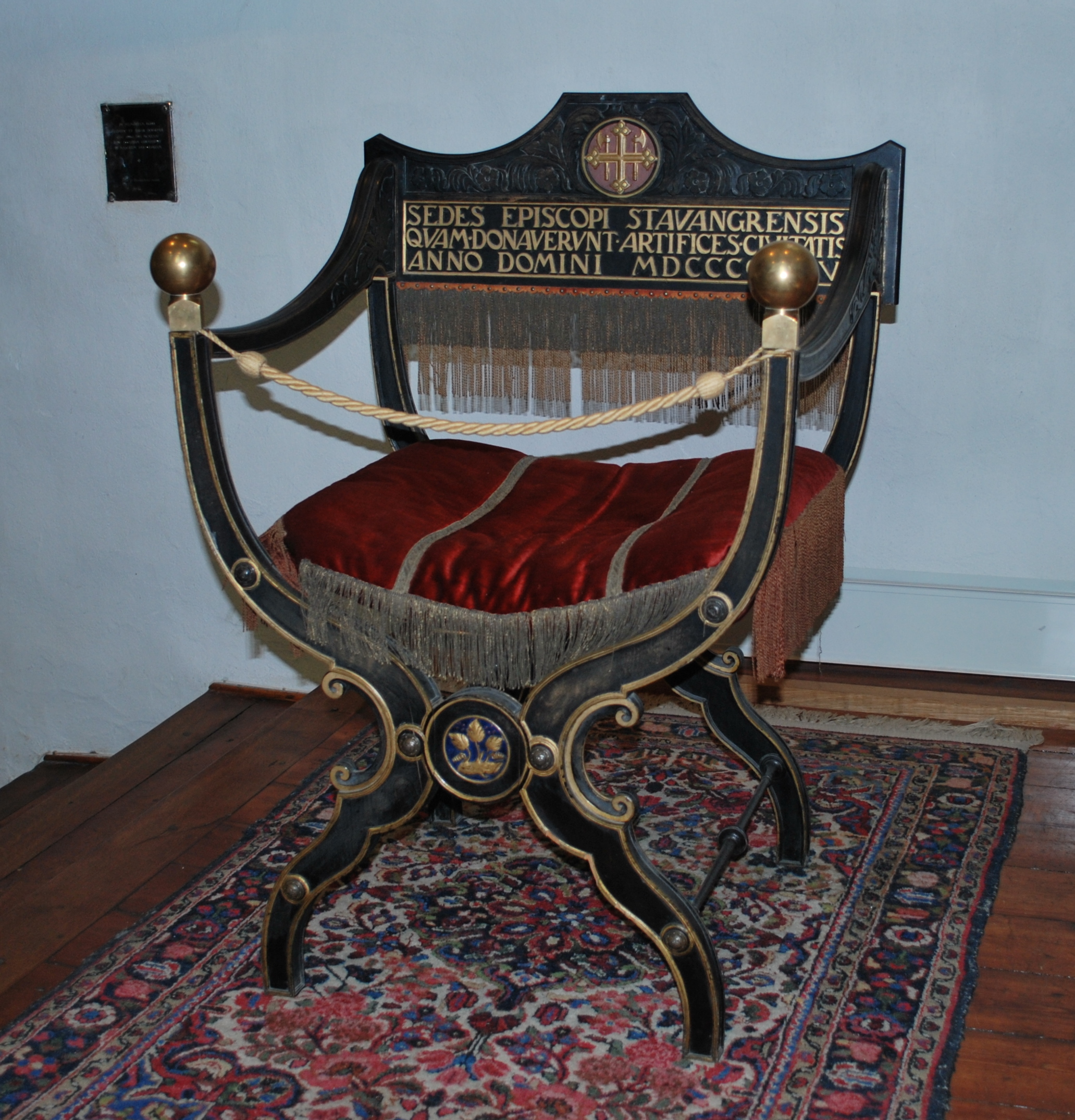
Bisschopsstoel
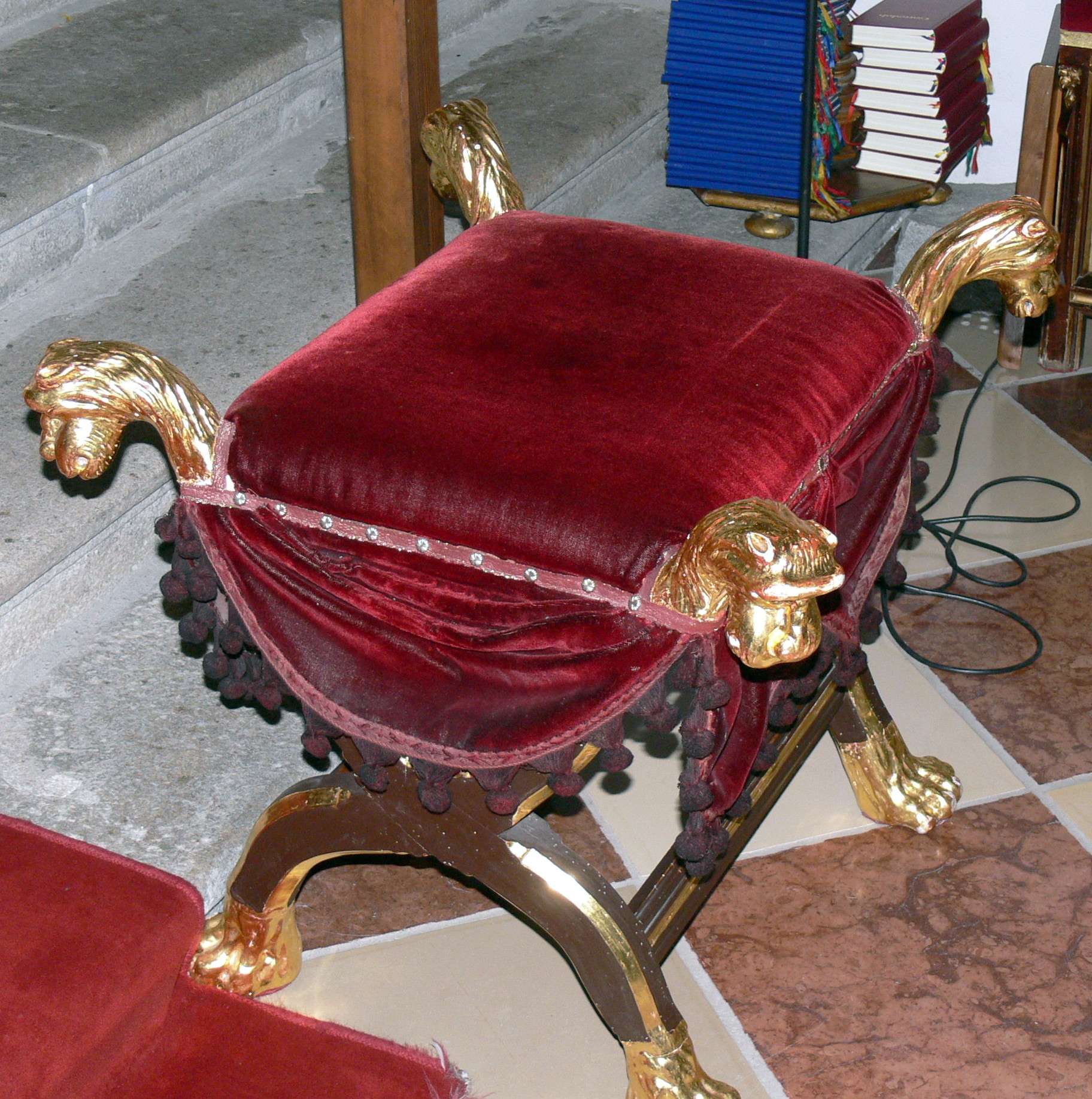
Priesterstoel
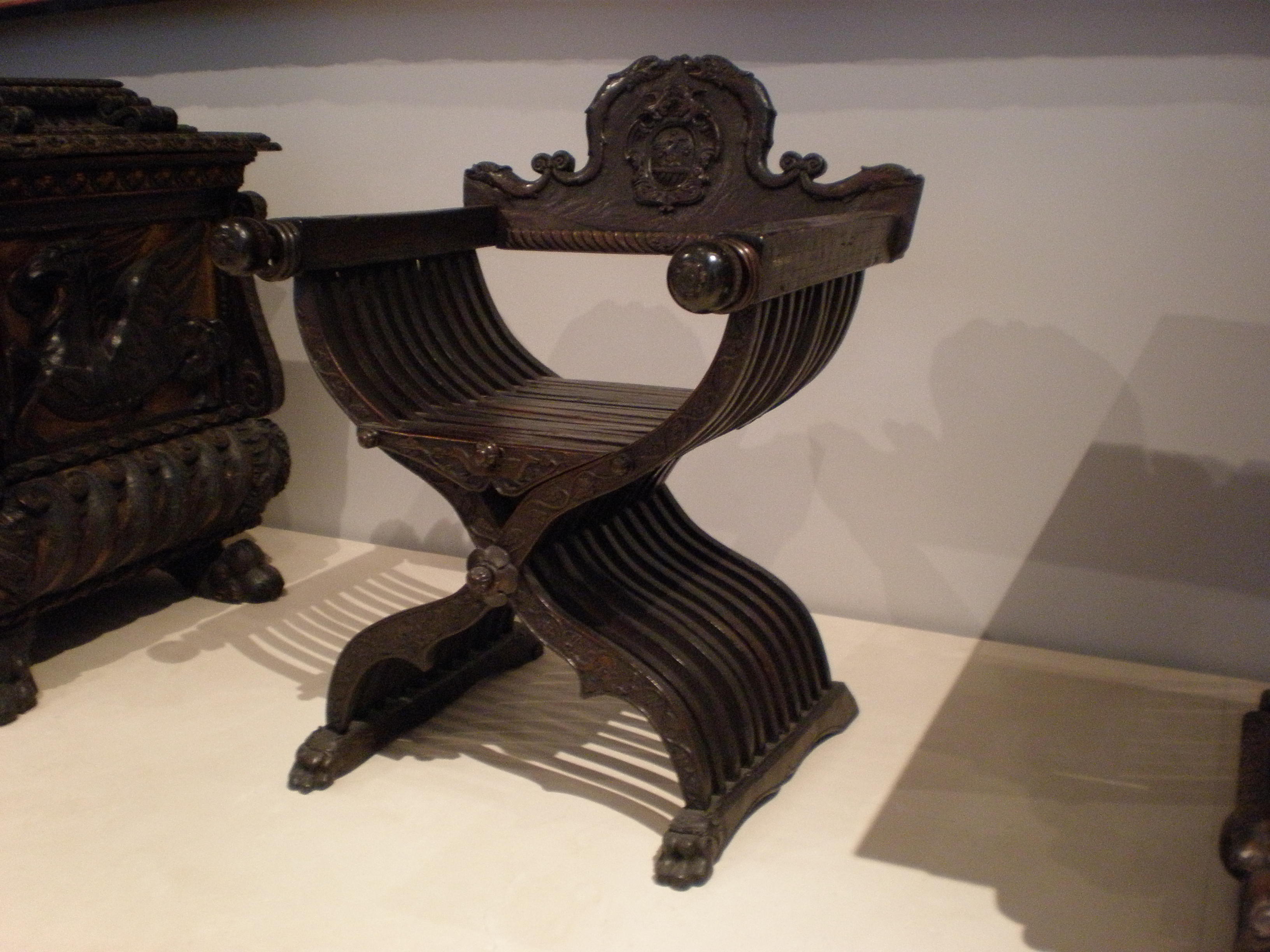
Antieke vouwstoel